# Kanton Chordeleg
Der Kanton Chordeleg befindet sich in der Provinz Azuay im Süden von Ecuador im Nordwesten Südamerikas. Er besitzt eine Fläche von 105 km². Im Jahr 2020 lag die Einwohnerzahl schätzungsweise bei 15.000. Verwaltungssitz des Kantons ist die Kleinstadt Chordeleg mit 4209 Einwohnern (Stand 2010). Der Kanton Chordeleg wurde im Jahr 1992 eingerichtet.

## Lage
Der Kanton Chordeleg befindet sich im Osten der Provinz Azuay. Das Gebiet liegt in den Anden. Der Río Santa Bárbara, rechter Quellfluss des Río Paute, fließt entlang der nordwestlichen Kantonsgrenze nach Norden und entwässert dabei das Areal. Die Fernstraße E594 von Gualaquiza nach Gualaceo führt durch den Kanton und an dessen Hauptort vorbei.
Der Kanton Chordeleg grenzt im Süden an den Kanton Sígsig, im Westen, im Norden und im Nordosten an den Kanton Gualaceo sowie im Südosten an den Kanton Limón Indanza der Provinz Morona Santiago.

## Verwaltungsgliederung
Der Kanton Chordeleg ist in die Parroquia urbana („städtisches Kirchspiel“)
- Chordeleg

und in die Parroquias rurales („ländliches Kirchspiel“)
- La Unión
- Delegsol (oder "Luis Galarza Orellana")
- Principal
- San Martín de Puzhío

gegliedert.